# Luzitánok
Az ibér eredetű luzitánok valószínűleg (eredetük bizonytalan) az Alpokból érkeztek az i. e. 6. században a Pireneusi-félszigetre, és annak nyugati részén telepedtek le, ahol erősen keveredtek a keltákkal. Nem álltak össze egységes nemzetté: 30–50 kisebb-nagyobb törzsük lazán fogta össze a nemzetségeket.

## Történetük
Eredeti szálláshelyük a Duero (latin nevén: Durius) és a Tajo (latin nevén: Tajus) folyók közötti területen volt. Innen dél felé terjeszkedtek, és a Guadiana (latin nevén: Anas) folyót i. e. 153-ban érték el.
Először Livius említi i. e. 218-ban, hogy a második pun háborúban Karthágó zsoldosai voltak. I. e. 194-ben Róma ellen harcoltak a keltibérek szövetségeseiként.
I. e. 179-ben Lucius Postumius Albinus praetor legyőzte őket, de i. e. 155-ben Punicus (aki talán egy karthágói hadvezér lehetett), majd később Cesarus vezérletével a Gibraltárig hatoltak, ahol aztán Lucius Mummius praetor győzte le őket. I. e. 151-ben Servius Sulpicius Galba praetor cselből fegyverszünetet kötött velük, de amíg a luzitánok ezt ünnepelték, rajtuk ütött. Egy részüket lemészároltatta, másokat rabszolgának adott el. 
A maradék luzitánok i. e. 147-ben Viriathus vezetésével felkeltek a római uralom ellen, és komoly gondokat okoztak birodalomnak, amíg lázadó vezért a rómaiak meg nem ölették. A felkelést i. e. 139-ben Decimus Junius Brutus Callaicus proconsul verte le.
I. e. 113-ban Marius újabb győzelmet aratott felettük. Ezután a luzitánok gerillaháborút indítottak, és Sulla diktatúrája idején csatlakoztak a menekült néppárti Quintus Sertoriushoz. Ezt a felkelésüket Pompeius verte le i. e. 72–71 között. 
Végül Augustus győzte le őket; a Római Birodalom Lusitania provinciáját i. e. 27-ben a luzitánok szállásterületén szervezte meg és róluk nevezte el.

## A kultúrában
A Lusitania, luzitán szavakat máig gyakran használják Portugália, illetve a portugálok megjelölésére – mint például Peter Weiss: A luzitán szörny (más fordításban: A luzitán madárijesztő) című színdarabjában is.

## Lásd még
- Servius Sulpicius Galba (Kr. e. 144)

## További irodalom
- Ókori lexikon I–II. Szerk. Pecz Vilmos. Budapest: Franklin Társulat. 1902–1904.